# Cristián Contreras Molina
Cristián Contreras Molina (Santiago del Cile, 8 novembre 1946) è un vescovo cattolico cileno, dal 21 settembre 2018 vescovo emerito di San Felipe.

## Biografia
Monsignor Cristián Contreras Molina è nato a Santiago del Cile l'8 novembre 1946 da Leontino Contreras e Marta Molina.

### Formazione e ministero sacerdotale
Il 14 marzo 1965 è entrato nell'Ordine di Santa Maria della Mercede. Il 15 marzo 1966 ha emesso la professione semplice e il 21 settembre quella solenne prendendo i voti di povertà, castità, obbedienza e redenzione. Ha compiuto gli studi filosofici e teologici nelle case di formazione dei mercedari e nella facoltà di teologia della Pontificia università cattolica del Cile, ove ha ottenuto il baccellierato in scienze religiose nel 1974.
Il 12 ottobre 1974 è stato ordinato presbitero da monsignor Sotero Sanz Villalba, nunzio apostolico in Cile. Dopo l'ordinazione sacerdotale ha lavorato in diverse parrocchie affidate ai mercedari a Valdivia nel 1975, a Calama dal 1976 al 1983 e a San Felipe nel 1985. In seguito è stato nominato superiore e rettore del Collegio dell'Ordine a Santiago del Cile dal 1985 al 1989. Nel 1990 è stato nominato cappellano maggiore della Gendarmeria e cappellano nazionale delle carceri del Paese.

### Ministero episcopale
L'11 giugno 1992 papa Giovanni Paolo II lo ha nominato vescovo-prelato di Calama. Ha ricevuto l'ordinazione episcopale nella basilica di Nostra Signora della Mercede a Santiago del Cile dall'arcivescovo metropolita di Santiago del Cile Carlos Oviedo Cavada, co-consacranti il vescovo ausiliare di Antofagasta Juan Bautista Herrada Armijo e il vescovo di Talca Carlos González Cruchaga. Ha preso possesso della prelatura il 19 luglio successivo.
Il 19 luglio 2002 papa Giovanni Paolo II lo ha nominato vescovo di San Felipe. Ha preso possesso della diocesi il 25 agosto successivo.
Nel dicembre del 2008 e nel febbraio del 2017 ha compiuto la visita ad limina.
In seno alla Conferenza episcopale del Cile è stato vescovo responsabile della commissione nazionale della pastorale dei lavoratori stagionali della frutta e della pastorale penitenziaria.
Nel maggio del 2018, come tutti i vescovi del paese, si è recato in Vaticano per discutere con papa Francesco dello scandalo degli abusi sessuali che ha colpito la Chiesa cattolica in Cile. Nel corso dell'incontro tutti i vescovi del paese hanno presentato le dimissioni per iscritto.
Monsignor Contreras è accusato di avere insabbiato le denunce di abusi compiuti da altri.
Il 21 settembre 2018 papa Francesco ha accettato la sua rinuncia al governo pastorale della diocesi.

## Genealogia episcopale
La genealogia episcopale è:
- Cardinale Scipione Rebiba
- Cardinale Giulio Antonio Santori
- Cardinale Girolamo Bernerio, O.P.
- Arcivescovo Galeazzo Sanvitale
- Cardinale Ludovico Ludovisi
- Cardinale Luigi Caetani
- Cardinale Ulderico Carpegna
- Cardinale Paluzzo Paluzzi Altieri degli Albertoni
- Papa Benedetto XIII
- Papa Benedetto XIV
- Papa Clemente XIII
- Cardinale Marcantonio Colonna
- Cardinale Giacinto Sigismondo Gerdil, B.
- Cardinale Giulio Maria della Somaglia
- Cardinale Carlo Odescalchi, S.I.
- Vescovo Eugène de Mazenod, O.M.I.
- Cardinale Joseph Hippolyte Guibert, O.M.I.
- Cardinale François-Marie-Benjamin Richard de la Vergne
- Cardinale Pietro Gasparri
- Cardinale Benedetto Aloisi Masella
- Arcivescovo Ettore Felici
- Arcivescovo Alfredo Silva Santiago
- Arcivescovo Carlos Oviedo Cavada, O. de M.
- Vescovo Cristián Contreras Molina, O. de M.